# Jim Brown (futebolista)
James 'Jim' Brown (Kilmarnock, 31 de dezembro de 1908  –  Berkeley Heights,  9 de novembro de 1994) foi um jogador de futebol escocês e estadunidense que jogou pela seleção nacional masculina dos Estados Unidos na Copa do Mundo da FIFA de 1930, marcando o único gol da sua seleção na derrota por 6 a 1 para a Argentina nas semifinais. Ele começou sua carreira na American Soccer League antes de se mudar para a Inglaterra e depois para a Escócia. Depois de se aposentar, ele treinou nos níveis juvenil, amador sênior e profissional. Ele foi introduzido no Hall da Fama do Futebol Nacional dos EUA em 1986. 

## Juventude
Nascido em Kilmarnock, Brown cresceu em Troon, o mais velho de quatro irmãos, dois que jogavam profissionalmente como goleiros. Em 1920, seu pai abandonou a família e se mudou para os Estados Unidos. Em 1927, Brown deixou a Escócia para procurar seu pai, estabelecendo-se em Westfield, Nova Jersey e encontrando trabalho no chão de fábrica de uma fábrica de caixas de metal, onde suas habilidades eram úteis. Seu irmão, Jock, ganhou o 1939 Scottish FA Cup com Clyde FC, enquanto o irmão mais novo Tom jogou profissionalmente na Inglaterra Ipswich Town. Alex Lambie, tio de James, John e Tom, foi um imponente jogador profissional e meio capitão do Partick Thistle na década de 1920. Brown tornou-se aprendiz de rebitador no estaleiro Troon quando tinha 13 anos.

## Carreira amadora
Brown nunca jogou futebol organizado na Escócia quando jovem. Quando ele chegou aos Estados Unidos, ingressou no Plainfield Soccer Club marcando 4 gols em um jogo e depois um quinto gol no próximo jogo. Depois, ele jogou com o Bayonne Rovers, um time amador local na primavera de 1928. Eles eram um time de ponta na Liga do Norte de Nova Jersey e jogavam por eles, Henry Carroll, conhecido como "Razzo", o atacante da equipe olímpica dos Estados Unidos de 16 anos que participou dos Jogos Olímpicos de Amsterdã em 1928. Brown, conhecido no jornal local Bayonne Courier como "Red" ou "Ginger", era o jovem que fazia um gol em todas as partidas que jogava pelo Bayonne. Em setembro de 1928, ele assinou com o Newark Skeeters da American Soccer League. No entanto, a liga suspendeu os Skeeters em setembro de 1928 como parte da "Guerra do Futebol". Newark juntou-se a outras duas equipes suspensas da ASL e a várias outras da Associação de Futebol do Sul de Nova York para formar a Liga de Futebol Profissional do Leste. Brown jogou 42 jogos e marcou 12 gols com Newark no ASL e no EPSL, ou ESL, como era mais conhecido. No meio da temporada, James foi listado como o 18º goleador, dentre 18 jogadores da liga. No entanto, no final da temporada, ele retornou ao ASL quando assinou com o New York Nationals, mas jogou apenas um jogo e não marcou gols. 

## Seleção nacional
Em 1930, Brown foi convocado para a equipe nacional dos EUA enquanto se preparava para a Copa do Mundo da FIFA de 1930. Na época, os requisitos da equipe nacional eram menos rigorosos e Brown foi selecionado com base na cidadania de seu pai, e não na sua. No entanto, ele recebeu a cidadania americana em meados de junho de 1930. Brown jogou todos os três jogos dos EUA enquanto o time passava para as semifinais, marcando o único gol dos americanos aos 89 minutos contra a Argentina. Após sua eliminação, os Estados Unidos jogaram uma série de jogos de exibição em toda a América do Sul contra equipes profissionais e regionais no Uruguai e no Brasil. Brown marcou um gol no último jogo da exibição contra o Botafogo no Brasil, uma derrota por 4 a 3.

### Gols internacionais
Primeiro gol dos Estados Unidos
| # | Encontro            | Local                                   | Oponente  | Ponto | Resultado | Concorrência                  |
| - | ------------------- | --------------------------------------- | --------- | ----- | --------- | ----------------------------- |
| 1 | 26 de julho de 1930 | Estadio Centenario, Montevideo, Uruguai | Argentina | 1 –6  | 1–6       | Copa do Mundo da FIFA de 1930 |

## Carreira profissional

### Estados Unidos
Em 1930, Brown tornou-se profissional do New York Giants, marcando 13 gols em 26 jogos. Logo depois, ele foi convocado para a seleção dos EUA na Copa do Mundo de 1930. Ao voltar do Uruguai, ele voltou ao time que recebeu o nome de New York Soccer Club, onde marcou 6 gols em 25 jogos. Ele então se mudou para o Brooklyn Wanderers para a temporada de primavera de 1931 com seu antigo companheiro de equipe, Razzo Carroll, onde James marcou 10 gols em 31 jogos. Brown mudou-se para os americanos de Newark na temporada de outono de 1931, mas a essa altura o ASL estava em colapso e ele jogou 13 jogos e marcou 7 gols. Por causa do declínio no futebol americano, ele decidiu retornar ao Reino Unido em agosto de 1932.
Inglaterra

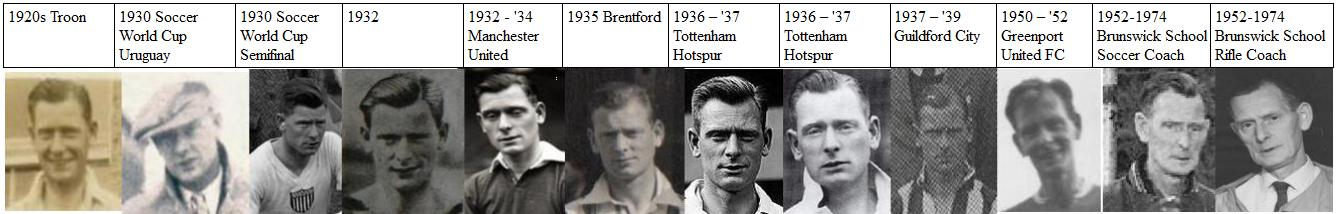

Com base em seu sucesso nos EUA, tanto profissionalmente quanto com a equipe nacional, várias equipes da Inglaterra e da Escócia expressaram interesse em contratar Brown. Em agosto de 1932, quando o navio da Caledonia Cruise se aproximava do cais, representantes dessas equipes o aguardavam. No entanto, Scott Duncan, gerente do Manchester United, levou um rebocador para o navio e contratou Brown a bordo. Brown jogou de 1932 a 1934 com o United, marcando 17 gols em 40 jogos, o segundo maior da equipe. Notavelmente, ele marcou um gol olímpico em seu primeiro jogo contra o Grimsby Town em 90 segundos. Enquanto Brown pontuava regularmente com o United, ele alienou a administração do time com seu apoio franco ao sindicato dos jogadores. Em 6 de maio de 1934, antes de o United transferir Brown para a Second Division Brentford por 300 libras, ele marcou o único gol na partida da final da Copa Manchester (Senior) contra o rival da cidade, Manchester City, em Old Trafford, por 1-0. Infelizmente, como em Manchester, seus sentimentos sindicais rapidamente azedaram seu relacionamento com a equipe de Brentford. Ele fez apenas uma aparição no primeiro time, mas marcou 53 gols em 74 jogos pelas reservas e venceu a London Challenge Cup de 1934–35.
Em setembro de 1936, recém-promovida, a Primeira Divisão Brentford enviou Brown ao Tottenham Hotspur por uma taxa de transferência de 1.200 libras. Em sua única temporada, ele jogou apenas quatro jogos pela primeira vez, mas marcou vinte e um gols em trinta jogos pelas reservas. Em julho de 1937, Brown mudou-se para a cidade semiprofissional de Guildford da Southern Football League  por £ 750. Em suas duas temporadas no Guildford City, Brown marcou 148 gols em 150 jogos e ajudou o clube a conquistar o título da Liga do Sul durante a temporada 1937–38. Durante a temporada de 1938/39, Brown registrou 5 Hat-Tricks e marcou 7 gols (6 deles cabeçalhos) em um jogo contra o Exeter City. Guildford terminou em 2º lugar, perdendo o segundo título consecutivo por apenas um ponto. James estava doente e fora da maior parte do jogo durante o último mês da temporada. Ele foi emprestado à equipe da Primeira Divisão de Brentford, para jogar no meio da partida da FA Cup contra o Fulham, onde marcou um gol. Ele deixou Guildford City no final da temporada de 1939/40, devido a problemas crescentes de cartilagem. O Guildford City suspendeu todas as partidas da Liga em setembro de 1940. Ele então se mudou para o norte para terminar sua carreira no clube escocês da Primeira Divisão, Clyde, assinando em novembro de 1940 e disputou duas partidas com seu irmão John contra o Queen's Park em fevereiro e março de 1941. Na partida de fevereiro com Clyde, assim como sua estreia no Manchester United, Brown marcou diretamente de um chute de canto. Aposentou-se devido a lesões logo depois. Clyde terminou em segundo lugar, apenas três pontos atrás do eventual campeão Rangers durante a temporada 1940/41. 

## Carreira de treinador
No final de 1948, ele voltou para os Estados Unidos, onde se tornou o treinador do time de futebol da Greenwich High School. Em setembro de 1949, James jogou uma partida em uma tentativa de retorno com a poderosa Hispano, ao lado de um jovem goleiro que cuida dos tacos com o nome de Gene Olaff. Dois anos depois, James se juntou a vários outros homens na formação da Liga Amadora do Estado de Connecticut e do Greenport United. Quando seu filho, George começou a jogar pelo Greenport, Brown se juntou a ele por duas temporadas como treinador-jogador. Ele então treinou o time de futebol da Brunswick School por 22 anos e os Elizabeth Falcons da American Soccer League de 1956 a 1958. Brown foi introduzido no Hall da Fama do Futebol Nacional em 1986, no Hall da Fama do Estado de Connecticut e no Hall da Fama da Nova Inglaterra. Seu filho George foi nomeado em 1995. 

## Vida pessoal
Tendo se aposentado de jogar profissionalmente em 1941, Brown retomou seu ofício como rebitador no estaleiro Troon e depois voltou para os EUA para treinar o futebol do time do colégio e o Riflery. 

## Honras
Reservas Manchester United 
- Campeões da Taça de Manchester (Senior) (1): 1933/1934 

Brentford Reserves
- London Challenge Cup (1): 1934–35[5]

Guildford City
- Liga de futebol do sul (1): 1937–38 [6]
- Prefeito de Aldershot Cup (1): 1939
- Surrey Combination Cup (2): 1938 - 1940
- Melhor marcador 1937/1938 e 1938/1939

Estados Unidos
- Copa do Mundo da FIFA : Terceiro lugar, 1930 [8]

Individual
- Hall da fama do futebol nacional : 1986
- Hall da Fama do Estado de Connecticut: 2000
- Hall da Fama da Nova Inglaterra: 2005